# 华泽
华泽（网名“灵魂飘香”），女，华裔美国公民，人权活动家，独立纪录片导演和作家，曾遭中国国家安全部门绑架、囚禁。2011年流亡美国。新公民运动参与者。零八宪章签署人。

## 生平
华泽学法律出身，曾经是江西新余日报记者，1989年辞职。1990年代开始拍摄纪录片，曾长期在中央电视台工作，拍摄历史人文类纪录片五十余部。
2009年，因好友谭作人被判“煽动颠覆国家政权罪”，华泽人生轨迹开始转变。2010年初，华泽发帖《“寻找中国之路”网络大讨论倡议书》，该帖被网友大量转发，而后被网站无理由删除。不久，华泽对网站提起诉讼，引发媒体关注。
此后，华泽开始参与维权运动，是新公民运动纲领性文件《公民承诺》最早的签署人之一。华泽参与的维权活动包括：
- 2010年3月，拍摄结石宝宝之父《赵连海案庭外纪实》；
- 2010年4月，参与“416”福建三网友案，并拍摄《草泥马大战河蟹》；
- 2010年6月，参与“616”端午节声援倪玉兰活动；
- 2010年7月，参与发起并组织“74推友节”活动；
- 2010年8月，开始拍摄维权律师纪录片《守望者》；

2010年10月刘晓波获诺贝尔和平奖新闻公布后，中国大陆官方展开对异议人士的打压。2010年10月27日，华泽在东北拍摄人权律师浦志强，滕彪的办案活动，乘飞机返回北京当天，遭遇国安黑头套绑架。在北京被秘密关押审讯，四天后被送往江西新余软禁55天，至12月20日始获释。 华泽被软禁期间，刘萍等曾前往探望。华泽获释后作《飘香蒙难记》一文详细记录此经历，引发中外巨大反响。
2011年华泽前往美国，并获邀在哥伦比亚大学人权所作访问学者。在进行非暴力运动研究的同时，开始了对中国人权活动家的救援事业。
2011年9月滕彪、江天勇荣获中国杰出民主人士奖，但被官方拘禁限制出国，华泽代为领奖。
2012年6月，华泽与徐友渔合编《遭遇警察》一书，由香港开放出版社出版。全书收集了22位中国大陆维权人士与国保打交道的故事。2013年10月，《遭遇警察》英文版《In the Shadow of the Rising Dragon》由美国麦克米伦出版公司出版。著名中国问题专家孔杰荣和黎安友为书做序和跋。林培瑞教授在纽约书评杂志发表书评“How to Deal with the Chinese Police”。
2013年8月，华泽在纽约时报发表文章《许志永的中国梦》“Misrule of Law”。
2014年4月11日许志永终审判决同日，华泽与滕彪合编的《许志永文集：堂堂正正做公民 — 我的自由中国》在香港正式发行。
2014年5月29日在狱中的许志永获美国民主奖，华泽代其领奖，发表了代领奖词，并于当日接受华盛顿邮报的采访。
2015年7月，华泽作品《茉莉花在中国：镇压与迫害实录》（上下册套书），由台湾开学文化出版
现担任美国一家人权组织的执行主任。

## 作品
- 《中华文明五千年》
- 《何家村遗宝之谜》
- 《花样年华·周璇》
- 《草泥马大战河蟹》Youtube链接（页面存档备份，存于）
- 《遭遇警察》（与徐友渔合编），开放出版社，2012年6月，ISBN：9627934321
- 《In the Shadow of the Rising Dragon: Stories of Repression in the New China》（《遭遇警察》英译本 Translated by Stacy Mosher），Palgrave Macmillan，Oct 29, 2013，ISBN：978-1137278791
- 《许志永文集：堂堂正正做公民 — 我的自由中国》（与滕彪合编），新世纪出版社，2014年4月，ISBN：9789881329516
- 《茉莉花在中國：鎮壓與迫害實錄》（上下冊套書），開學文化，2015年7月，ISBN：9789869177931